# Eleccions provincials de Nova Caledònia de 2004
Les eleccions provincials de Nova Caledònia de 2004 van tenir lloc el 9 de maig de 2004 per a renovar el Congrés de Nova Caledònia i les assemblees provincials del Nord, Sud i les Illes Loyauté.

## Organització de l'escrutini
Les eleccions són per sufragi universal i el cos electoral són tots aquells que portin residint 10 anys a les Illes a la data de l'escrutini. Aleshores hi havia 119.541 inscrits a aquesta llista electoral especials, d'ells 72.623 al Sud, 28.875 al Nord i 18.043 a les illes Loyauté. La votació, a una sola volta, hi participen llistes proporcionals plurinominals amb la norma de la més votada a cada província, amb un llindar del 5% per a obtenir almenys un escó a les Assemblees Provincials. Després, en proporció als vots obtinguts, són escollits per al Congrés un cert nombre d'electes de cada llista en proporció als vots.
El nombre d'escons és el següent:
- Assemblea de la Província del Sud: 40, incloent-32 que seuen al Congrés.
- Assemblea de la Província del Nord: 22, incloent 15 al Congrés.
- Assemblea de les illes Loyauté: 14, inclosos 7 al Congrés.

## Resultats[1]
|  | Partit                       | Vots   | %     | Escons al Congrés | Canvi des de 1999 |
|  | ---------------------------- | ------ | ----- | ----------------- | ----------------- |
|  | Reagrupament-UMP             | 21 880 | 24,43 | 16                | -8                |
|  | Avenir ensemble              | 20 328 | 22,69 | 16                | +13               |
|  | UNI-FLNKS                    | 14 651 | 16,36 | 8                 | 0                 |
|  | Unió Caledoniana             | 10 623 | 11,86 | 7                 | -3                |
|  | Front Nacional               | 6 684  | 7,46  | 4                 | 0                 |
|  | FCCI                         | 2 864  | 3,2   | 1                 | -3                |
|  | LKS                          | 2 575  | 2,87  | 1                 | 0                 |
|  | Calédonie mon pays           | 1 908  | 2,13  | 0                 | 0                 |
|  | UC Renouveau                 | 1 587  | 1,77  | 1                 | +1                |
|  | Divers independentistes      | 3 491  | 3,9   | 0                 | 0                 |
|  | Divers anti-independentistes | 2 971  | 3,32  | 0                 | 0                 |
|  | Total                        | 89 562 | 100   | 54                |                   |
|  | Anti-independentistes        | 51 863 | 57,91 | 36                | +5                |
|  | independentistes             | 35 791 | 39,96 | 18                | -5                |

### Província del Sud
|  | Partit                                              | Vots   | %     | Escons à l'Assemblea provincial | Canvi depuis 1999 | Escons al Congrés | Canvi des de 1999 |
|  | --------------------------------------------------- | ------ | ----- | ------------------------------- | ----------------- | ----------------- | ----------------- |
|  | Avenir ensemble                                     | 18 574 | 33,89 | 19                              | +15               | 15                | +12               |
|  | Rassemblement-UMP                                   | 17 094 | 31,19 | 16                              | -9                | 13                | -7                |
|  | Front Nacional                                      | 6 135  | 11,19 | 5                               | 0                 | 4                 | 0                 |
|  | UNI-FLNKS                                           | 2 530  | 4,62  | 0                               | -2                | 0                 | -2                |
|  | FLNKS per la independència                          | 2 097  | 3,83  | 0                               | -1                | 0                 | -1                |
|  | Unió Caledoniana                                    | 1 848  | 3,37  | 0                               | -3                | 0                 | -2                |
|  | Calédonie mon pays                                  | 1 205  | 2,2   | 0                               | 0                 | 0                 | 0                 |
|  | Mouvement des Citoyens Calédoniens                  | 1 140  | 2,08  | 0                               | 0                 | 0                 |                   |
|  | Mouvement Chiraquien des Cémocrates-Chrétiens - UMP | 1 071  | 1,95  | 0                               | 0                 | 0                 | 0                 |
|  | Patrimoine et environnement avec les Verts          | 861    | 1,57  | 0                               | 0                 | 0                 | 0                 |
|  | Unió Oceànica                                       | 749    | 1,37  | 0                               | 0                 | 0                 | 0                 |
|  | Avance                                              | 652    | 1,19  | 0                               | 0                 | 0                 | 0                 |
|  | Reagrupament Oceànic a Caledònia                    | 430    | 0,78  | 0                               | 0                 | 0                 | 0                 |
|  | FCCI                                                | 426    | 0,78  | 0                               | 0                 | 0                 | 0                 |
|  | Total                                               | 54 811 | 100   | 40                              |                   | 32                |                   |
|  | Anti-independentistes                               | 44 774 | 81,69 | 40                              | +6                | 32                | +5                |
|  | independentistes                                    | 8 833  | 16,11 | 0                               | -6                | 0                 | -5                |

### Província del Nord
|  | Partit                                              | Vots   | %     | Escons a l'Assemblea provincial | Canvi des de 1999 | Escons al Congrés | Canvi des de 1999 |
|  | --------------------------------------------------- | ------ | ----- | ------------------------------- | ----------------- | ----------------- | ----------------- |
|  | UNI-FLNKS                                           | 7 711  | 37,51 | 11                              | +3                | 7                 | +2                |
|  | Unió Caledoniana                                    | 5 576  | 27,12 | 7                               | +1                | 5                 | +1                |
|  | Reagrupament-UMP                                    | 2 346  | 11,41 | 3                               | -1                | 2                 | -1                |
|  | Avenir ensemble                                     | 1 754  | 8,53  | 1                               | +1                | 1                 | +1                |
|  | FCCI                                                | 1 182  | 5,75  | 0                               | -4                | 0                 | -3                |
|  | Calédonie mon pays Mwâdihin                         | 703    | 3,42  | 0                               | 0                 | 0                 | 0                 |
|  | Entente française du Nord (FN)                      | 549    | 2,67  | 0                               | 0                 | 0                 | 0                 |
|  | Mouvement chiraquien des démocrates-chrétiens - UMP | 385    | 1,87  | 0                               | 0                 | 0                 | 0                 |
|  | LKS-KAP Identité Nord                               | 353    | 1,72  | 0                               | 0                 | 0                 | 0                 |
|  | Total                                               | 20 559 | 100   | 22                              |                   | 15                |                   |
|  | independentistes                                    | 15 207 | 73,97 | 18                              | 0                 | 12                | 0                 |
|  | Anti-independentistes                               | 4 649  | 22,61 | 4                               | 0                 | 3                 | 0                 |

### Illes Loyauté
|  | Partit                                              | Vots   | %     | Escons a l'Assemblea provincial | Canvi des de 1999 | Escons al Congrés | Canvi des de 1999 |
|  | --------------------------------------------------- | ------ | ----- | ------------------------------- | ----------------- | ----------------- | ----------------- |
|  | Unió Caledoniana                                    | 3 199  | 22,54 | 4                               | -2                | 2                 | -1                |
|  | Reagrupament-UMP                                    | 2 440  | 17,19 | 2                               | 0                 | 1                 | 0                 |
|  | UNI Iaii Drehu Toka Nengone                         | 2 313  | 16,3  | 2                               | 0                 | 1                 | 0                 |
|  | LKS-KAP Identité Illes                              | 2 222  | 15,66 | 2                               | 0                 | 1                 | 0                 |
|  | UC Renouveau                                        | 1 587  | 11,18 | 2                               | +2                | 1                 | +1                |
|  | FCCI-FULK Illes Loyauté                             | 1 256  | 8,85  | 2                               | 0                 | 1                 | 0                 |
|  | Construire ensemble l'avenir                        | 1 010  | 7,12  | 0                               | 0                 | 0                 | 0                 |
|  | Mouvement chiraquien des démocrates-chrétiens - UMP | 164    | 1,16  | 0                               | 0                 | 0                 | 0                 |
|  | Total                                               | 14 191 | 100   | 14                              |                   | 7                 |                   |
|  | independentistes                                    | 11 751 | 82,81 | 12                              | 0                 | 6                 | 0                 |
|  | Anti-independentistes                               | 2 440  | 17,19 | 2                               | 0                 | 1                 | 0                 |